# Euphorbia graniticola
Euphorbia graniticola är en törelväxtart som beskrevs av Leslie Larry Charles Leach. Euphorbia graniticola ingår i släktet törlar, och familjen törelväxter.
Artens utbredningsområde är Moçambique. Inga underarter finns listade i Catalogue of Life.